# Glikopeptidna alfa-N-acetilgalaktozaminidaza
Glikopeptidna alfa--acetilgalaktozaminidaza (EC 3.2.1.97, endo-alfa-acetilgalaktozaminidaza, endo-alfa-N-acetil-D-galaktozaminidaza, mucinaminilserin mucinaminidaza, -galaktozil-3-(N-acetil-alfa-D-galaktozaminil)-L-serin mucinaminohidrolaza, endo-alfa-GalNAc-aza, glikopeptid alfa-N-acetilgalaktozaminidaza, -galaktozil--acetil-alfa--galaktozamin -galaktozil--acetil-galaktozaminohidrolaza) je enzim sa sistematskim imenom glikopeptid-D-galaktozil--acetil-alfa--galaktozamin -galaktozil--acetil-galaktozaminohidrolaza. Ovaj enzim katalizuje sledeću hemijsku reakciju
3-O-beta--galaktozil--acetil-alfa--galaktozaminil-L-serin-[protein] + 2O {\displaystyle \rightleftharpoons } 3-O-beta--galaktozil--acetil-alfa--galaktozamin + L-serin-[protein]
Ovaj enzim katalizuje odvajanje  alfa-vezanog za ostatke serina ili treonina u glikoproteinima mucinskog-tipa.

## Literatura
- Nicholas C. Price; Lewis Stevens (1999). Fundamentals of Enzymology: The Cell and Molecular Biology of Catalytic Proteins (Third изд.). USA: Oxford University Press. ISBN 019850229X.
- Eric J. Toone (2006). Advances in Enzymology and Related Areas of Molecular Biology, Protein Evolution (Volume 75 изд.). Wiley-Interscience. ISBN 0471205036.
- Branden C; Tooze J. Introduction to Protein Structure. New York, NY: Garland Publishing. ISBN 0-8153-2305-0.
- Irwin H. Segel. Enzyme Kinetics: Behavior and Analysis of Rapid Equilibrium and Steady-State Enzyme Systems (Book 44 изд.). Wiley Classics Library. ISBN 0471303097.
- William P. Jencks (1987). Catalysis in Chemistry and Enzymology. Dover Publications. ISBN 0486654605.

## Spoljašnje veze
- Endo-alpha-N-acetylgalactosaminidase на 